# Kúvingafjall
A Kúvingafjall  egy hegy Feröer Kunoy nevű szigetén. A sziget legmagasabb és egyben az egész szigetcsoport negyedik legmagasabb hegycsúcsa. 
A sziget középső részén, Kunoy településtől északkeletre, Skarðtól délnyugatra emelkedik.